# Saint-Martin-des-Tilleuls
Saint-Martin-des-Tilleuls es una población y comuna francesa, en la región de Países del Loira, departamento de Vendée, en el distrito de La Roche-sur-Yon y cantón de Mortagne-sur-Sèvre.

## Demografía
| 635 | 648 | 595 | 674 | 719 | 758 | 885 |
| Para los censos de 1962 a 1999 la población legal corresponde a la población sin duplicidades (Fuente: INSEE [Consultar]) |     |     |     |     |     |     |